# Attacco ai database
Nella sicurezza informatica l'attacco a un database è l'azione strettamente legata a qualsiasi soggetto (utente, programma, macchina) malintenzionato che attacca una banca dati e il relativo sistema.
Qualsiasi tecnica di attacco a una base di dati è in grado di danneggiare in maniera più o meno grave la sicurezza della base e delle applicazioni che utilizzano tali dati; gli attacchi sono rivolti espressamente ai dati gestiti da un DataBase Management System, contro le relative tecniche di protezione del database.

## Descrizione

### Minacce
La minaccia principale verte attorno alla funzione delle autorizzazioni, di fronte ai numerosi attacchi che colpiscono le varie regole di autorizzazione, modelli e gestione della stessa, minacce dunque rivolte alle procedure che assicurano l'accesso ai dati, facendo sì che questo possa avvenire anche ad opera di soggetti non autorizzati (ad es. tramite SQL injection). Si possono dunque distinguere:
- Minacce alla segretezza: relativamente agli attacchi ai dati dalla lettura o dal rilascio non autorizzato;
- Minacce alla privacy: attacchi alla segretezza stessa, ma fa parte anche degli aspetti legislativi che possono essere violati legati alla tutela della confidenzialità dei dati degli individui e delle organizzazioni;
- Minacce all'integrità: riguardo a eventuali attacchi ai dati dalla modifica non autorizzata. Alcune organizzazioni temono maggiormente gli attacchi all'integrità piuttosto che quelli alla segretezza (si pensi alle organizzazioni bancarie rispetto alla sicurezza di un trasferimento fondi);
- Minacce alla disponibilità: riguardo a tecniche di attacco a un sistema da parte di agenti ostili e che fanno sì che tale sistema non possa essere pienamente disponibile agli utenti autorizzati.

Attacchi contro la disponibilità sono ad esempio vermi nella rete o virus che rendono di fatto occupate alcune risorse (anche se comunque solo virtualmente) bloccando così la normale attività degli utenti.

### Tipi di attacchi
Un elenco dei principali tipi di attacchi alle basi di dati può essere così classificato:
- Rilascio improprio di informazioni;
- Modifica impropria di dati;
- Negazione del servizio.

Queste tre grandi classificazioni sono dunque in stretta sintonia con gli attacchi alla segretezza, integrità e privacy sopra citati.

### Tipi di cause
Questo è dovuto a una serie di numerosissime cause, ugualmente pericolose per i problemi provocati alla sicurezza. Tali cause possono essere:
- Non fraudolente (accidentali): disastri naturali; errori o bug hardware/software; errori umani.
- Fraudolente: perpetrate da utenti autorizzati o da agenti ostili.

Gli attacchi verso cui ogni sistema è più vulnerabile, tra quelli con cause fraudolente, sono quelli che provengono da utenti autorizzati. Le tecniche di auditing, che tracciano le operazioni utente, e il rendere pubblico il fatto che esistono misure di sicurezza nel sistema sono le contromisure più efficaci per prevenire questi attacchi.
Negli ultimi anni la stampa ha riportato con grande clamore le gesta di Attacker e pirati informatici in grado di entrare nelle basi di dati di grandi organizzazioni e trafugare o alterare delle informazioni.
Un problema di grande attualità è quello relativo ai virus informatici, programmi malevoli introdotti in modo fraudolento in un elaboratore e in grado di attivarsi a una certa data o quando si introducono certe istruzioni. Una volta in funzione il virus ha un certo numero di effetti quali cancellare dei dati o mettere fuori uso l'intero sistema operativo; i virus sono anche in grado di creare delle copie di se stessi e questo giustifica il loro nome. La loro diffusione sta crescendo in modo molto preoccupante attraverso i dischi e le reti.

### Attacchi a basi di dati governative e commerciali
Le principali minacce subite riguardano database governativi, contenenti dati di interesse nazionale o pubblico, quali dati di tipo militare, dati della Pubblica Amministrazione, dati medici, record statistici ecc., e quelli di tipo commerciale, ovvero appartenenti a organizzazioni private e aziende che contengono dati di interesse aziendale. I primi tipi di database racchiudono informazioni vitali e non che subiscono attacchi molto motivati e che non lasciano tracce; esempi sono le basi di dati del Ministero della Difesa, degli Interni, del Tesoro, dell'Industria, della Giustizia.
Attualmente è difficile inoltre disporre di software e DMBS sicuri in modo provabile, ovvero formalmente verificati rispetto alla sicurezza.
Possono inoltre contenere dati non classificati come quelli delle banche dati precedenti, ad esempio dati su impianti di energia, su censimenti, di tipo sociale, fiscale, criminale, dati commerciali (indicatori economici, budget, previsioni, piani di sviluppo di aziende che chiedono contratti pubblici o partecipano a gare). Gli attacchi principali sono soprattutto relativi agli accessi non autorizzati (talvolta anche accessi visibilmente leciti dovuti allo scorretto comportamento voluto del personale interno) che provocherebbero una perdita finanziaria difficilmente stimabile.
Nelle basi commerciali invece, apparentemente la stima del danno è più facile, in realtà il valore dei dati è stabilito dall'organizzazione; si hanno, anche in azienda, dati vitali o sensitivi e dati ordinari. In generale la letteratura e la casistica sono scarne; il danno maggiore viene proprio dagli utenti autorizzati (è impossibile realizzare controlli a priori sull'affidabilità degli utenti). I requisiti sono: accessi discrezionali, selettivi, basati sul contenuto, dipendenti da parametri di sistemi, storia e sull'aggregazione dati. Dato che esiste la propagazione dei privilegi, si presenta il problema della revoca dinamica, ossia di fare in modo che il sistema si accorga di una revoca mentre la risorsa è in uso.

### Debolezza e principali attacchi
Gli attuali DBMS commerciali risultano deboli, esposti ad attacchi semplici, oltre che ad attacchi sotisificati.
Tra questi: Cavalli di Troia, Inferenza, Worm, Tracker (tracciatori), Trapdoor (scappatoie).

### Quali rischi e come riconoscerli
Ci sono molti rischi, alcuni un po' più seri di altri. Fra questi i più pericolosi sono i già citati virus, che possono cancellare l'intero disco, alterare i file, permettere a qualcun altro di usare il proprio computer per attaccarne altri, o rubare le informazioni di una carta di credito piuttosto che di un conto bancario. Anche con le migliori garanzie non è escluso la possibilità di un attacco, ma ci sono alcune misure che si possano prendere per minimizzare le probabilità.
È importante riconoscere i rischi e diventare esperti con i termini ad essi connessi, i cui principali vanno dagli Hacker al codice cattivo, ovvero la categoria include virus, worm e Trojan.